# ذا غارديان إينجيلس
ذا غارديان إينجيلس هي منظمة تطوعية غير ربحية وغير مسلحة. تأسست المنظمة في 13 فبراير 1979 في مدينة نيويورك من قبل كورتيس سليوا ولها حوالي 100 فصل حول العالم.
أسس سليوا المنظمة في الأصل لمحاربة العنف والجريمة على نطاق واسع في مترو نيويورك. دربت المنظمة أعضائها على اعتقال المواطنين بسبب جرائم العنف وهي تقوم بدوريات في الشوارع والأحياء، لكنها توفر أيضًا برامج تعليمية وورش عمل للمدارس والشركات.

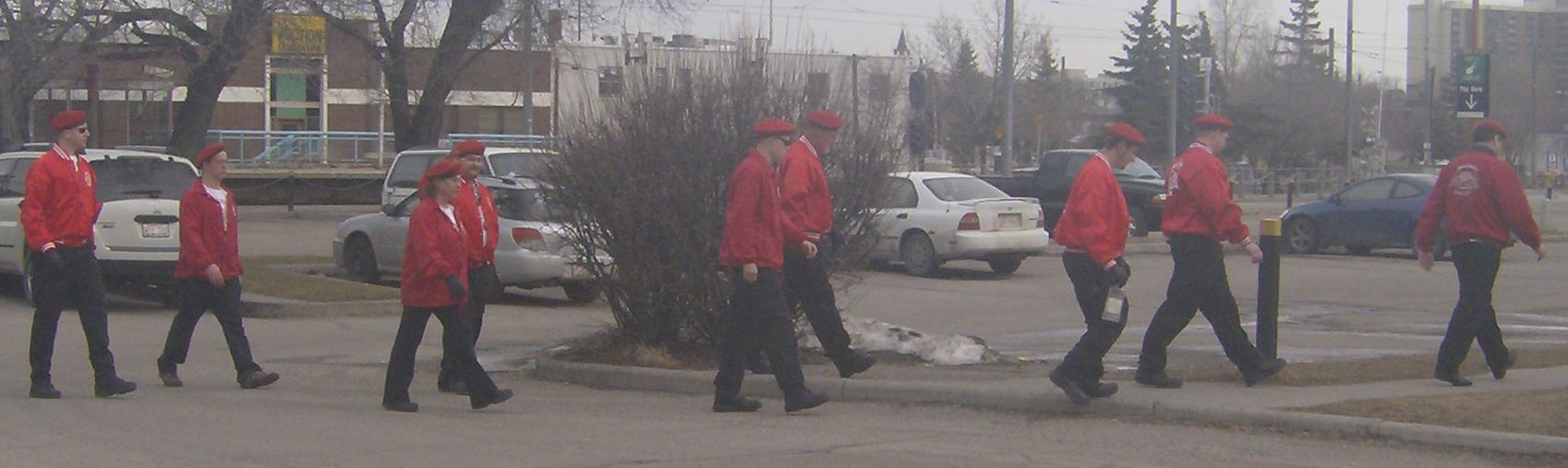
ذا غارديان إينجيلس في كالغاري بكندا

## التاريخ
في البداية عارض عمدة مدينة نيويورك إد كوخ الجماعة علانية. على مر السنين تلاشى الجدل مع زيادة مشاركة المواطنين والتوعية. كانت هناك معارضة عامة أقل للمجموعة من قبل مسؤولي الإدارة. عكس إد كوخ موقفه في وقت لاحق على المنظمة، وقد دعم عمدتا مدينة نيويورك السابقان رودولف جيولياني ومايكل بلومبرغ المجموعة علنًا.
في العام 1992، اعتذر مؤسس غارديان أنجيلس كورتيس سليوا علانية بسبب تزوير عدة عمليات إنقاذ في الثمانينيات من أجل الحصول على دعاية للجماعة. وبما أن قانون التقادم على تقديم تقارير الشرطة الزائفة قد انتهت صلاحيته، لم توجه أي تهم إليه أو إلى المنظمة. اعترف سليوا بأن فرع مدينة نيويورك يقوم بالدوريات في قسم صف المطعم في وسط مانهاتن، باستثناء الدوريات التي نُشرت بشكل دوري في الأحياء الأخرى ودوريات الأنفاق لتجنيد أعضاء جدد.

## القواعد والأنشطة
النشاط الأصلي والرئيسي لغارديان إينجيلس هو «دورية السلامة» حيث يسير الأعضاء في الشوارع أو يركبون الترانزيت. يجب أن يرتدي أعضاء المنظمة الزي الرسمي لتمثيل المنظمة. يمكن تحديد أعضاء المنظمة من خلال القبعات والستر الحمراء والقمصان البيضاء مع شعار العين الحارسة داخل هرم مجنح.
تعمل فصول المنظمة على غرار شبكات الامتياز التي تدعم بعضها البعض إقليميًا بموجب قواعد ولوائح قياسية ومن خلال التدريب. تذكر مؤسسة غارديان إينجيلس أنها منظمة لتكافؤ الفرص وأنها تشجع على التنوع.
تقبل المنظمة المتطوعين الذين ليس لديهم سجل جنائي حديث أو خطير وليسوا أعضاء في عصابة أو مجموعة من العنصريين. للانضمام إلى برنامج مراقبة السلامة يجب أن يكون عمر الأعضاء 16. يُحظر على أفراد دورية السلامة حمل أسلحة ويتم تفتيشهم جسديًا من قبل بعضهم البعض قبل القيام بدوريات. يُدَرب الأفراد على الإسعافات الأولية، والإنعاش القلبي الرئوي، والقانون، وفض النزاعات، والاتصالات، وفنون الدفاع عن النفس الأساسية. يتم إقران الأعضاء واتباع توجيهات قائد دورية. إذا كانت حياتهم أو صحة مواطنيهم الآخرين معرضة للخطر فإن المنظمة تسمح لأفرادها بالقيام بكل ما هو قانوني وضروري.
بدأت المنظمة أيضًا في تضمين برامج شبابية وبرامج للمعلمين وبرامج استجابة للكوارث وبرنامج أمان على الإنترنت يدعى سايبر إينجيلس (بالإنجليزية: CyberAngels) ودورات للدفاع عن النفس، فضلًا عن التوعية المجتمعية التي تعالج قضايا خارج نطاق الجريمة.

### سايبر إينجيلس
تأسس برنامج سايبر إينجيلس في العام 1995 من قبل غابرييل هاتشر باعتباره برنامج «مراقبة الأحياء السكنية» على الإنترنت. في الأصل قامت المجموعة بمراقبة غرف الدردشة مباشرة بقصد القبض على الحيوانات المفترسة الجنسية. في وقت لاحق أخذت المجموعة ما تعلمته وغيّرت تركيزها على تثقيف الشرطة والمدارس والعائلات بشأن إساءة استخدام الإنترنت والجريمة السيبرانية. في العام 1998، تلقى برنامج سايبر إينجيلس جائزة الخدمة الرئاسية. كان مؤسس ماك سبورت دوت كوم توني ريكياردي عضوًا مبكرًا في المجموعة.

## حول العالم

### اليابان
تم تشكيل منظمة محلية لغارديان إينجليس في اليابان في العام 1996. لدى الفرع الياباني فصائل في معظم المدن الكبرى وهو في المرتبة الثانية بعد الولايات المتحدة في العضوية والأنشطة. انضم كيجي أودا، مؤسس ورئيس فرع المنظمة الياباني، إلى فصائل بوسطن ونيويورك في الثمانينيات. واجه مفهوم المنظمة معارضة في اليابان، لكن أودا نجح في إقناع المسؤولين اليابانيين بأن المنظمة ستدار من قبل أعضاء يابانيين من أجل الشعب الياباني، وأن مبادئ التنظيم لم تكن فقط أمريكية بل عالمية. توج القبول الرسمي باجتماع مع رئيس الوزراء الياباني جونيتشيرو كويزومي في العام 2005. كانت مؤسسة غارديان إينجليس أول منظمة مجتمعية في اليابان تمنح حالة الغير ربحية.

### إسرائيل
تأسست فصيل لغارديان إينجليس في دولة إسرائيل. تقود جيل جيلس فرع المنظمة الإسرائيلي، وهي ناشطة اجتماعية ولاعبة فنون عسكرية هاجرت إلى هناك. أنجز الفرع الإسرائيلي عددًا قليلًا من دوريات السلامة، ولكنه يعمل في المقام الأول مع الشباب المعرضين للخطر في أوساط المهاجرين الأثيوبيين (الفلاشا).

## في الثقافة الشعبية
قد يستند فيلم سي بي إس المصنوع للتلفزيون لعام 1981 «نحن نقاتل من جديد» والذي ظهر فيه إلين باركن إلى غارديان إينجليس.
ظهرت للمنظمة لقطات في فيلم فايتينغ باك لتوم سكيريت خلال إحدى دورياتها.
أغنية 1982 «ريد أنجل دراغنيت» من قبل ذا كلاش مستوحاة من قتل فرانك ميلفن، وتشيد بعمل غارديان إينجليس.

## وصلات خارجية
- الموقع الرسمي
- فصول غارديان إينجيلس اليابانية